# 276 a.C.
Il 276 a.C. (CCLXXVI a.C. in numeri romani) è un anno  del III secolo a.C.

## Eventi
- Segesta, antica città elima della Sicilia occidentale si consegna a Pirro, re dell'Epiro.
- Sconfiggendo Pirro, Antigono II Gonata conquista la Macedonia di Antipatro, dando inizio alla dinastia antigonide.

## Morti
- Apollodoro di Cassandrea, greco antico
- Crantore, filosofo greco antico
- Tinione, siceliota